# Edward W. Morley

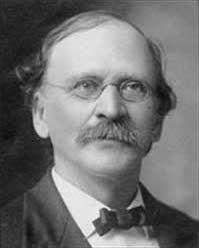
E. W. Morley

Edward Williams Morley (* 29. Januar 1838 in Newark, New Jersey; † 24. Februar 1923 in West Hartford, Connecticut) war ein US-amerikanischer Chemiker.
Edward Morley wuchs als Sohn eines Geistlichen der Kongregationalisten in West Hartford auf, wohin er nach seiner Versetzung in den Ruhestand auch zurückkehrte. Im Jahr 1860 erhielt er seinen Abschluss am Williams College. Danach besuchte er ein Theologisches Seminar und war im letzten Jahr des Bürgerkrieges in der Sanitätskommission der Nordstaaten. Danach unterrichtete er am South Berkshire Institut in Massachusetts. Morley war vielseitig begabt (auch musikalisch und sprachlich), brachte sich viele Fächer wie Mathematik und Medizin selbst bei und unterrichtete in vielen Fächern; daneben war er auch ein sehr geschickter Handwerker. Seine einzigen höheren Abschlüsse waren ehrenhalber (ein M.D. in Medizin vom Cleveland Medical College und ein Ph.D. vom Wooster College). 1868 erhielt er den Ruf, die Kongregationalistenkirche in Twinsburg in Ohio zu leiten, nahm aber wenig später stattdessen die Gelegenheit wahr, am Western Reserve College (später Case Western Reserve University) in Hudson zu unterrichten (Geologie, Chemie, Naturwissenschaften, Mathematik). Das College zog 1882 50 Kilometer nördlich nach Cleveland. Er blieb dort bis zu seiner Emeritierung 1906.  Morley war als geschickter Experimentator bekannt.
Die bekannteste seiner Arbeiten ist das Michelson-Morley-Experiment, das er 1887 zusammen mit Albert A. Michelson durchführte. Weder er noch Michelson akzeptierten, dass es die Theorie vom Lichtäther widerlegte. Im Nachhinein wurde das Experiment aber als Beleg für Einsteins Spezielle Relativitätstheorie von 1905 gesehen. Zusammen mit Dayton C. Miller führte er 1902–1905 mehrere Wiederholungen des Experiments durch, welche abermals negative Resultate erbrachten.
Bekannt ist er auch für seine exakte Bestimmung des Verhältnisses der Molekulargewichte von Sauerstoff zu Wasserstoff (er erhielt den Wert 15,879 – nahe dem heute akzeptierten Wert von 15,8729), veröffentlicht 1895. Es gilt als Höhepunkt der Molekularmassenbestimmungen mit „nasser Chemie“ und übertraf an Genauigkeit (er verwendete drei verschiedene Methoden) die aller seiner Zeitgenossen.
Morley arbeitete auch über die chemische Zusammensetzung der Erdatmosphäre, thermischer Ausdehnung und die Lichtgeschwindigkeit in einem Magnetfeld.
1892 wurde er in die American Academy of Arts and Sciences gewählt, 1897 in die National Academy of Sciences und 1903 in die American Philosophical Society. 1907 bekam er die Davy-Medaille der Royal Society. Er war Präsident der American Association for the Advancement of Science. Der Mondkrater Morley ist nach ihm benannt.
Morley war verheiratet, hatte aber keine Kinder.